# 1505
| [ Edytuj tabelę ]                          | |
| Król Polski                                | - 1501 Aleksander Jagiellończyk 1506 |
| Współksiążęta Andory                       | - 1472 Pere de Cardona 1512 - 1483 Katarzyna z Nawarry 1512 - 1484 Jan III 1516 |
| Król Anglii                                | - 1485 Henryk VII 1509 |
| Król Aragonii i Walencji, hrabia Barcelony | - 1479 Ferdynand Aragoński 1516 |
| Władca Azteków                             | - 1502 Montezuma II 1520 |
| Elektor Brandenburgii                      | - 1499 Joachim I Nestor 1535 |
| Książę Bawarii                             | - 1503 Albrecht IV Mądry 1508 |
| Sułtan Brunei                              | - 1473 Bolkiah 1521 |
| Cesarz Chin                                | - 1487 Hongzhi 1505 - 1505 Zhengde 1521 |
| Król Czech                                 | - 1490 Władysław II Jagiellończyk 1516 |
| Król Danii                                 | - 1481 Jan Oldenburg 1513 |
| Dalajlama                                  | - 1475 Gendun Gjaco 1541 |
| Władca Egiptu                              | - 1501 Kansuh al-Ghauri 1516 |
| Cesarz Etiopii                             | - 1494 Naod 1508 |
| Król Francji                               | - 1498 Ludwik XII 1515 |
| Hrabia Holandii                            | - 1494 Filip I Piękny 1506 |
| Szach Iranu                                | - 1501 Isma’il I 1524 |
| Władca Inków                               | - 1493 Huayna Capac 1527 |
| Lord Irlandii                              | - 1485 Henryk VII Tudor 1509 |
| Cesarz Japonii                             | - 1500 Go-Kashiwabara 1526 |
| Kalif                                      | - 1497 Al-Mustamsik 1508 |
| Król Kastylii i Leónu                      | - 1504 Joanna Szalona 1506 |
| Patriarcha Konstantynopola                 | - 1504 Pachomiusz I 1513 |
| Władca Korei                               | - 1494 Yŏngsan 1506 |
| Wielki książę litewski                     | - 1492 Aleksander Jagiellończyk 1506 |
| Sułtan Maroka                              | - 1472 Muhammad asz-Szajch al-Mahdi 1505 - 1505 Muhammad al-Burtukali 1524 |
| Senior Monako                              | - 1494 Jan II 1505 - 1505 Lucjan 1523 |
| Wielki książę moskiewski                   | - 1462 Iwan III Srogi 1505 - 1505 Wasyl III 1533 |
| Król Nawarry                               | - 1484 Katarzyna z Nawarry i Jan d’Albret 1516 |
| Król Norwegii                              | - 1483 Jan Oldenburg 1513 |
| Sułtan Omanu                               | - 1500 Muhammad ibn Isma’il 1529 |
| Elektor Palatynatu                         | - 1476 Filip 1508 |
| Papież                                     | - 1503 Juliusz II 1513 |
| Król Portugalii                            | - 1495 Manuel I 1521 |
| Cesarz Rzymski (niemiecki)                 | - 1493 Maksymilian I Habsburg 1519 |
| Kapitanowie Regenci San Marino             | - 1504 Antonio di Girolamo Francesco di Marino Giangi 1505 - 1505 Francesco di Girolamo Belluzzi Giuliano di Bartolomeo 1505 - 1505 Antonio di Bianco Antonio di Marino Giannini 1506 |
| Elektor Saksonii                           | - 1486 Fryderyk I Mądry 1525 |
| Król Szkocji                               | - 1488 Jakub IV 1513 |
| Król Szwecji                               | - 1504 Svante Nilsson Sture 1512 |
| Król Tajlandii                             | - 1491 Ramathibodi II 1529 |
| Sułtan Turków                              | - 1481 Bajazyd II 1512 |
| Doża Wenecji                               | - 1501 Leonardo Loredano 1521 |
| Król Węgier                                | - 1490 Władysław II 1516 |
| Cesarz Wietnamu                            | - 1504 Lê Túc Tông 1505 - 1505 Lê Uy Mục 1509 |
| Wielki mistrz zakonu krzyżackiego          | - 1498 Fryderyk Wettyn 1510 |

Rok 1505 / MDV
stulecia: XV wiek ~
XVI wiek ~
XVII wiek

lata: 1495 «
1500 «
1501 «
1502 «
1503 «
1504 «
1505
» 1506
» 1507
» 1508
» 1509
» 1510
» 1515

## Wydarzenia w Polsce
- 30 marca-31 maja – w Radomiu obradował sejm[1].
- 19 maja – Ćmielów otrzymał prawa miejskie.
- 30 maja – podczas obrad Sejmu w Radomiu uchwalono konstytucję nihil novi, stanowiącą podstawę funkcjonowania dwuizbowego parlamentu Korony; jej wprowadzenie uważa się często za początek demokracji szlacheckiej w Królestwie Polskim.
- 20 lipca – w Budzie został ufundowany przez króla Władysława Jagiellończyka czterowydziałowy Uniwersytet Wrocławski.
- 30 sierpnia – zmarła polska królowa Elżbieta Rakuszanka, przez 38 lat żona króla Kazimierza IV Jagiellończyka w szczęśliwym i dobranym małżeństwie; była nazywana „matką królów”, spośród jej potomstwa czterej synowie: Władysław, Jan, Aleksander i Zygmunt zostali królami, Fryderyk – biskupem i kardynałem, a Kazimierz – ogłoszony świętym; córki zaś wydano za mąż na dworach zachodniej Europy, dzięki czemu Jagiellonowie spokrewnili się z wieloma królewskimi rodami.

- Zygmunt Jagiellończyk (późniejszy król Zygmunt Stary) ufundował renesansowy nagrobek dla swojego brata Jana Olbrachta.
- Piorun uderzył w wieżę zamku wawelskiego zwaną Lubranką.
- Powstał Kodeks Baltazara Behema.
- Wysoka otrzymała prawa miejskie.

## Wydarzenia na świecie
- 15 sierpnia – Portugalczycy zaatakowali i spalili Mombasę
- 11 października – senior Monako Jan II Grimaldi został zasztyletowany podczas kłótni przez swego młodszego brata Lucjana, który zajął jego miejsce.
- Marcin Luter wstąpił do klasztoru w Erfurcie.
- Na tron moskiewski wstąpił książę Wasyl III.
- Hiszpanie sprowadzili na Karaiby pierwszych niewolników z Afryki.
- Uruchomiono pierwszy międzynarodowy urząd pocztowy (Thurn und Taxis, Belgia-Austria).

## Urodzili się
- 13 stycznia – Joachim II Hektor, elektor Brandenburgii (zm. 1571)
- 4 lutego – Mikołaj Rej, polski poeta i prozaik okresu Odrodzenia (zm. 1569)
- 18 września – Maria Habsburżanka, królowa Czech i Węgier, namiestnik Niderlandów Habsburskich, żona Ludwika II Jagiellończyka (zm. 1558)

## Zmarli
- 4 lutego – Joanna de Valois, księżna du Berry, hrabina Orleanu, królowa Francji, żona Ludwika XII (ur. 1464)
- 4 lub 5 maja – Władysław z Gielniowa, polski bernardyn, poeta-pieśniarz, błogosławiony katolicki (ur. ok. 1440)
- 27 maja – Ascanio Sforza, włoski kardynał (ur. 1455)
- 15 czerwca – Herkules I d’Este, książę Ferrary i Modeny (ur. 1431)
- 18 czerwca – Hosanna z Mantui, włoska tercjarka dominikańska, mistyczka, błogosławiona katolicka (ur. 1449)
- 30 sierpnia – Elżbieta Rakuszanka, królowa Polski i wielka księżna litewska, żona Kazimierza Jagiellończyka (ur. 1436)
- 27 października – Iwan III Srogi, wielki książę moskiewski (ur. 1440)
- data dzienna nieznana: 
  - Jacob Obrecht, flamandzki kompozytor i duchowny (ur. ok. 1457)